# Maciej Rataj

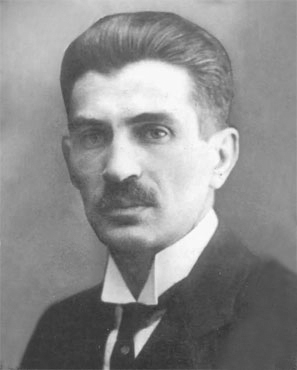
Maciej Rataj

Maciej Rataj (* 19. Februar 1884 in Chłopy, Kreis Gródek bei Lemberg, Österreich-Ungarn ; † 21. Juni 1940 in Palmiry, Gemeinde Czosnów) war ein polnischer Politiker der Bauernparteien, Lehrer, Journalist, Kultusminister und von 1922 bis 1927 Sejmmarschall (Parlamentspräsident). Zweimal (1922 und 1926) hat er den Staatspräsidenten während der Vakanz vertreten. Er gehörte u. a. der Polskie Stronnictwo Ludowe (PSL) und Polskie Stronnictwo Ludowe Piast (PSL „Piast“) an.

## Leben
Rataj entstammte einer Kleinbauernfamilie. Nach dem Besuch der einjährigen Dorfschule und der vierjährigen Volksschule in Komarno besuchte er das Klassische Gymnasium Nr. 4 in Lemberg. Seinen Lebensunterhalt konnte er in dieser Zeit wie auch während des ab 1904 folgenden, 1908 abgeschlossenen Studiums der klassischen Philologie an der Universität Lemberg mit Nachhilfeunterricht bestreiten. Nach dem Studium arbeitete er von 1908 bis 1913 und von 1917 bis 1918 als Gymnasiallehrer für Alte Sprachen in Lemberg und in der Zwischenzeit als Privatlehrer der Kinder des Fürsten Witold Leon Czartoryski bei Jarosław.
Seit 1900 veröffentlichte er Beiträge in Volkszeitungen und stand im Kontakt mit der polnischen Bauernbewegung. Er wurde Mitglied der PSL und gehörte nach deren Spaltung 1913 dem gemäßigt rechten Flügel PSL „Piast“ an. Im Juni 1918 nahm er teil an der ersten gemeinsamen Konferenz der polnischen Bauernbewegung der österreichischen, preußischen und russischen Gebiete. Nachdem er im September 1918 eine neue Stelle als Gymnasiallehrer in Zamość annahm, wechselte er zur linken PSL „Wyzwolenie“, da PSL „Piast“ dort nicht vertreten war. Im Januar 1919 wurde er in den verfassungsgebenden Sejm gewählt und wurde zunächst stellvertretender Vorsitzender, danach Vorsitzender des Verfassungsausschusses. Nach einer vorübergehenden Vereinigung beider PSL-Parlamentsfraktionen wechselte er bei deren Teilung 1920 zurück zu PSL „Piast“.
Zwischen dem 24. Juli 1920 und dem 13. September 1921 war er Minister für Religiöse Bekenntnisse und Öffentliche Bildung im ersten Kabinett von Wincenty Witos. In seine Amtszeit fällt das erstmalige Verbot der Körperstrafen in Schulen.
In den ersten Wahl zum regulären Sejm am 5. November 1922 erhielt er ein Direktmandat in Sambor und wurde am 1. Dezember 1922 zum Sejmmarschall gewählt. In dieser Funktion stand er der Nationalversammlung vor, die am 9. Dezember 1922 zum Wahl des Staatspräsidenten einberufen wurde. Nachdem der gewählte Präsident Gabriel Narutowicz bereits am 16. Dezember durch einen nationalistischen Fanatiker ermordet wurde, übernahm Rataj kommissarisch die Pflichten des Staatsoberhaupts. Er übte sie bis zur nächsten Präsidentenwahl am 20. Dezember 1922 aus, in der sei Parteifreund Stanisław Wojciechowski gewählt wurde. Nach dem Amtsverzicht Wojciechowskis infolge des Putsches im Mai 1926 war Rataj bis zum 4. Juni erneut kommissarischer Staatspräsidentenvertreter. Nach dem Ablauf der Legislaturperiode in 1927 erlangte er 1928 erneut ein Mandat im Sejm, diesmal über die Landesliste der PSL „Piast“. Sein Nachfolger als Parlamentspräsident wurde der Sozialist Ignacy Daszyński. In der vorzeitigen Wahl 1930, die von einer Schikanenwelle seitens der regierenden Sanacja begleitet wurde, wurde Rataj nicht wiedergewählt.
Im März 1931 wirkte er bei der Vereinigung beider PSL-Parteien mit Stronnictwo Chłopskie zu Stronnictwo Ludowe (SL) mit und wurde in den Vorstand der Partei gewählt. Ab 1935 war er Vorsitzender des Hauptausschusses der Partei und nachfolgend bis 1939 sein stellvertretender Vorsitzender. Er wurde Verleger der Parteizeitung Zielony Sztandar (Grüne Standarte). Im Januar 1934 rückte er in den Sejm von der Landesliste nach dem Mandatsentzug von Wincenty Witos nach und blieb bis zum Ende der Legislaturperiode in 1935 Abgeordneter der SL.
Nach dem deutschen Überfall auf Polen wurde Rataj im Widerstand aktiv. Im März 1940 wurde er im Pawiak verhaftet und kurz danach von der SS oder Gestapo in der AB-Aktion ermordet. In der 1948 eingerichteten Gedenkstätte in Palmiry erhielt er eine Ehrengrabstätte.